# Stoviglia

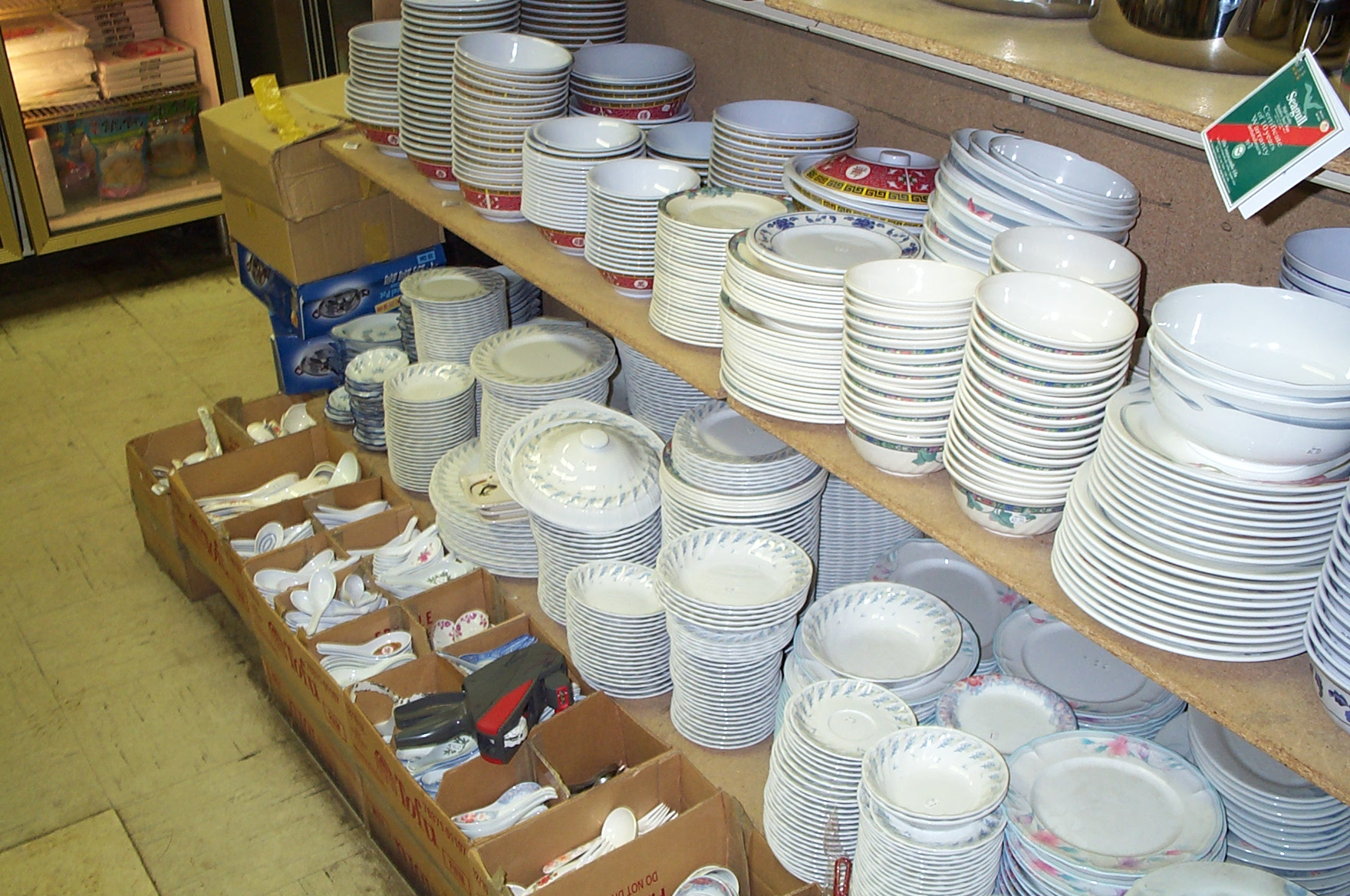
Stoviglie in porcellana

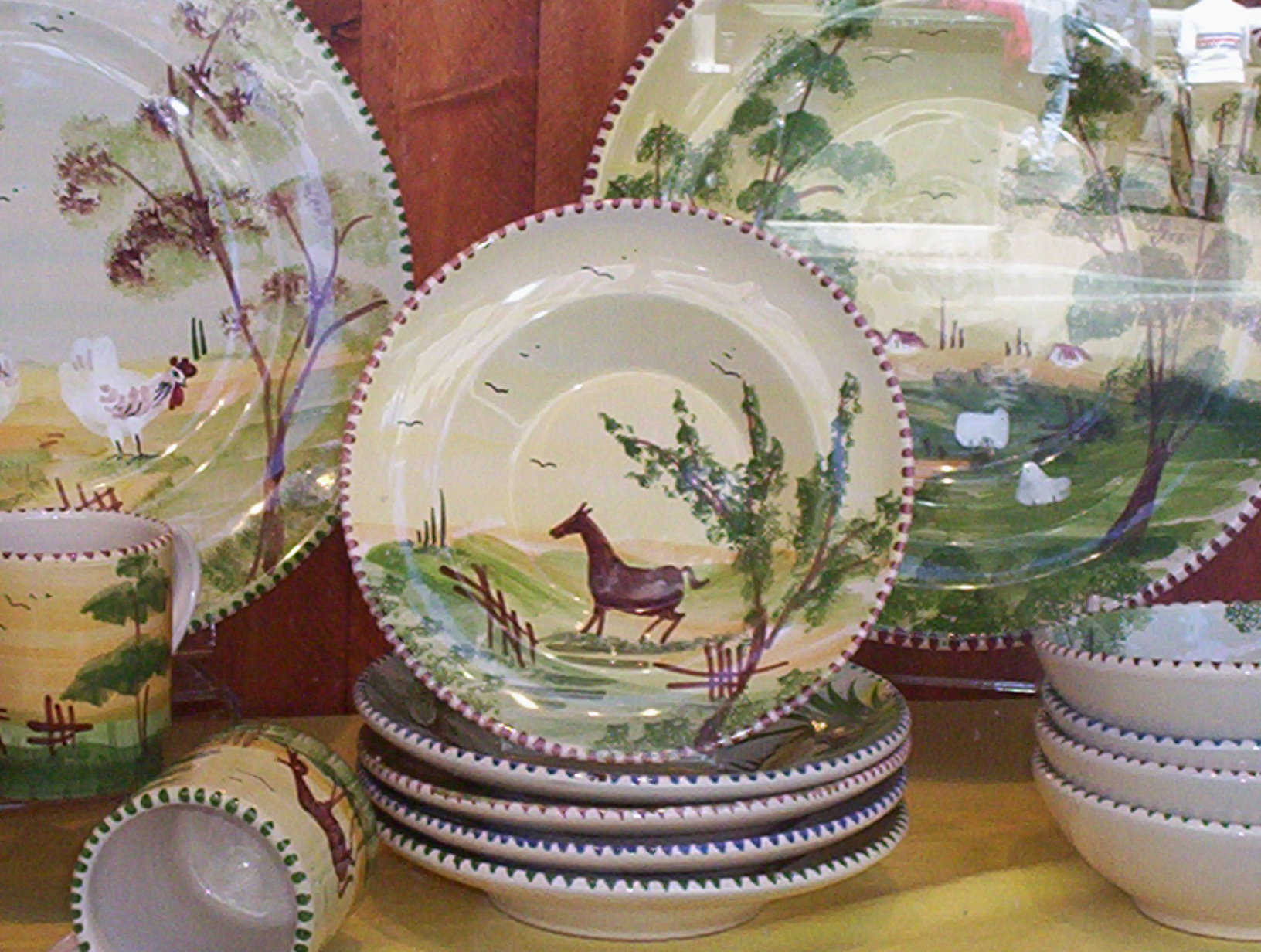
Stoviglie in ceramica decorata a mano

Stoviglia è un termine generico che indica i contenitori usati in cucina per contenere e servire il cibo. Le stoviglie sono realizzate generalmente in terraglia (ceramica e porcellana), ma rientrano in questa categoria anche quelle fatte di legno, metallo, vetro, arcopal o materie plastiche; piatti, ciotole e altri pezzi da tavola, se sono in argento rientrano nella categoria detta argenteria.
Se sono destinate all'apparecchiatura della tavola, sono organizzate in servizi, per tradizione da 6, 12 o 24 persone; tutti i pezzi del servizio hanno in comune materiali, forme, colori e decorazioni.

## Storia

### Piatti e altri oggetti
La ceramica più antica nelle culture di tutto il mondo non sembra aver incluso posate, concentrandosi su pentole e giare per la conservazione e la cottura. Il legno non sopravvive bene nella maggior parte dei luoghi e, sebbene l'archeologia abbia trovato pochi piatti e stoviglie in legno risalenti alla Preistoria, potrebbero essere stati comuni, una volta che gli strumenti per realizzarli erano disponibili.
Le antiche élite nella maggior parte delle culture preferivano posate in metalli preziosi ("piatto") a tavola; Cina e Giappone erano due grandi eccezioni, che utilizzavano lacca e in seguito ceramica pregiata, in particolare porcellana. In Cina, le ciotole sono sempre state preferite ai piatti. In Europa, il peltro era spesso utilizzato dai meno abbienti (e alla fine, dai poveri), mentre argento o oro erano preferiti dagli individui più ricchi. Anche le considerazioni religiose influenzavano la scelta dei materiali: Maometto si espresse contro l'uso dell'oro a tavola, come fecero le élite contemporanee di Persia e dell'Impero bizantino, e questo incoraggiò notevolmente la crescita della ceramica islamica.
In Europa, dagli antichi Greci e Romani fino al XVIII secolo, le élite si nutrivano utilizzando stoviglie di metallo, solitamente argento per i ricchi e peltro per le classi medie.
Un tagliere (dal francese antico tranchier 'tagliare') era comunemente usato nella cucina medievale. Un tagliere era originariamente un disco rotondo di pane (solitamente raffermo) usato come piatto, sul quale veniva messo il cibo per poi essere mangiato. Alla fine del pasto, il tagliere poteva essere mangiato con la salsa, oppure dato in elemosina ai poveri. Un uso simile del pane si trova ancora con la bread bowl, una pagnotta rotonda a cui è stata tagliata la parte superiore e una grande porzione del centro è stata svuotata per creare una ciotola commestibile.
Il tagliere non fu completamente sostituito in Francia fino al 1650, sebbene in Italia la maiolica fosse usata dal XV secolo. Gli ordini sopravvivono per grandi servizi. A un banchetto nuziale della famiglia Este a Ferrara nel 1565, furono usati 12.000 piatti dipinti con lo stemma degli Este, sebbene il "tavolo principale" probabilmente mangiò usando stoviglie di metallo prezioso.
Il possesso di stoviglie è stato in larga misura determinato dalla ricchezza individuale; maggiori erano i mezzi, più alta era la qualità delle stoviglie possedute e più numerosi erano i pezzi. I materiali utilizzati erano spesso controllati da leggi suntuarie. Nel tardo Medioevo e per gran parte del primo periodo moderno gran parte dei beni disponibili di una grande persona erano spesso in "piatti", vasi e stoviglie in metallo prezioso, e ciò che non era in uso per un dato pasto era spesso esposto su un dressoir de parement o buffet (simile a una grande credenza gallese) contro il muro nella sala da pranzo. Alle nozze di Filippo III il Buono, duca di Borgogna, e Isabella del Portogallo nel 1429, c'era una credenza lunga 20 piedi su entrambi i lati della stanza, ciascuna con cinque file di piatti. Un’esposizione simile su tre dressoirs poteva essere vista al banchetto di stato a Buckingham Palace per il presidente degli Stati Uniti, Donald Trump nel 2019. Gli inventari del re Carlo V di Francia (in carica dal 1364 al 1380) registrano che aveva 2.500 pezzi di argenteria.
Il piatto veniva spesso fuso per finanziare guerre o costruzioni, o fino al XIX secolo solo per essere rifatto in uno stile più alla moda, e difficilmente sopravvive una delle enormi quantità registrate nel tardo Medioevo. La Coppa di sant'Agnese, in oro massiccio e decorata con smalto e perle, è una delle poche eccezioni secolari. Pesando più di due chili, veniva forse passata in giro per brindisi cerimoniali. Un'altra è la coppa di Lacock in argento inglese molto più semplice, che è sopravvissuta perché fu lasciata in eredità a una chiesa in un primo momento, per essere utilizzata come calice.
Lo stesso vale per l'argento francese dei 150 anni prima della Rivoluzione francese, quando gli stili francesi, sia originali che copie locali, erano usati da tutte le corti d'Europa. Gli argentieri di Londra arrivarono molto più indietro, ma furono gli altri principali esportatori. L'argento francese ora sopravvive quasi interamente sotto forma di pezzi esportati, come il servizio Germain per il re del Portogallo. 

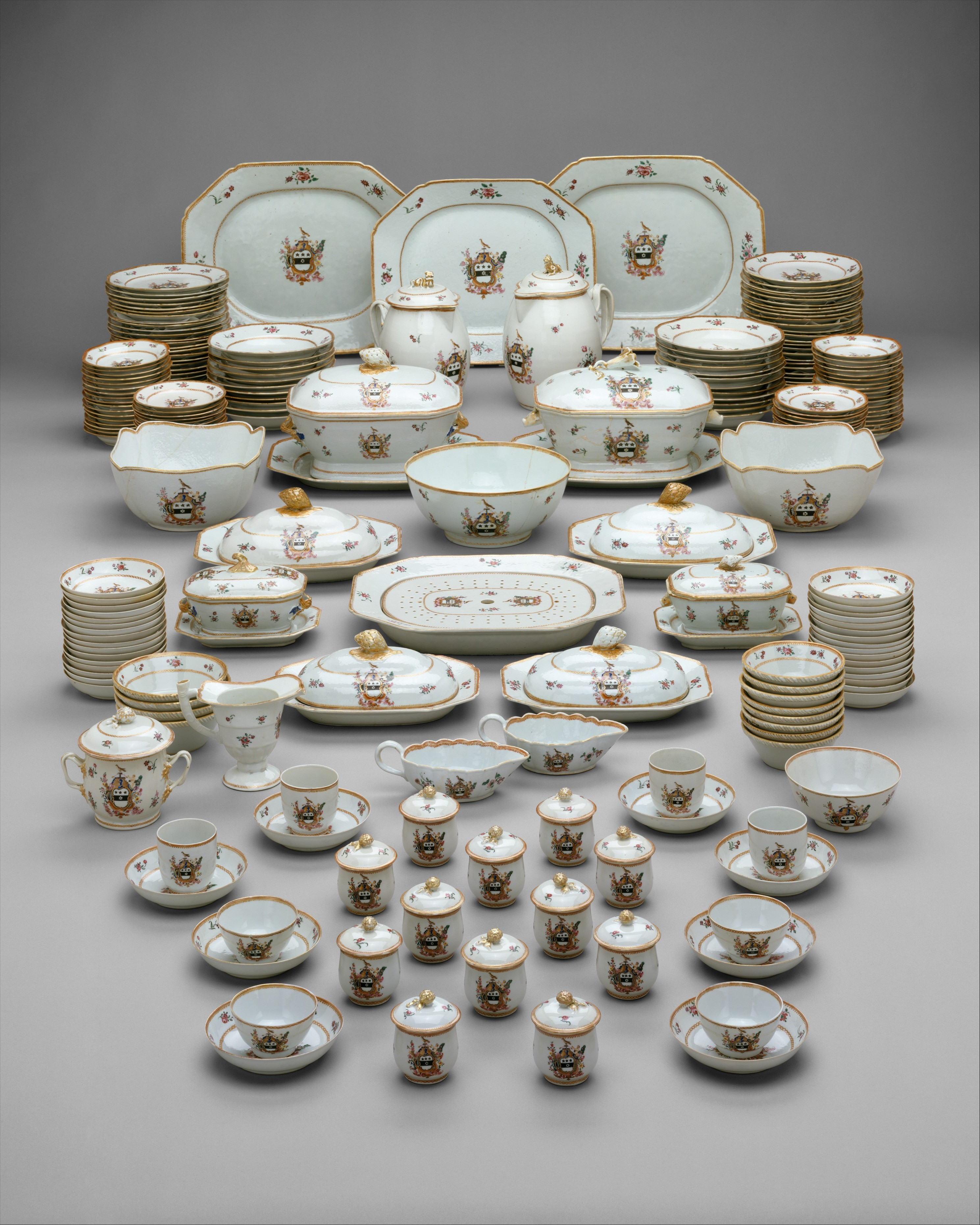
Un servizio da tavola in porcellana cinese da esportazione del 1785-90 circa

A Londra nel XIII secolo, i cittadini più abbienti possedevano mobili e argenteria pregiati, "mentre quelli di mezzi più ristretti possedevano solo la ceramica e gli utensili da cucina più semplici". Verso la fine del XVI secolo, "anche i cittadini più poveri cenavano con peltro piuttosto che con legno" e avevano piatti, barattoli e pentole realizzati con "terraglia smaltata verde". La nobiltà usava spesso stoviglie di ceramica araldica.
La sostituzione definitiva delle stoviglie d'argento con la porcellana come norma nella ristorazione aristocratica francese ebbe luogo entro il 1770. Dopo questa sostituzione, l'enorme sviluppo della porcellana europea e delle terrecotte pregiate più economiche come la maiolica e la terraglia (una ceramica a corpo bianco, prodotta con un impasto di argilla, quarzo e feldspato), così come la ripresa delle grandi importazioni di porcellana cinese da esportazione, spesso porcellana araldica decorata su ordinazione, portò i servizi di "porcellana" abbinati a diventare accessibili a un pubblico sempre più vasto. Entro il 1800, le versioni economiche di questi erano spesso decorate in modo vivace con stampa a trasferimento termico in blu e stavano iniziando a essere accessibili alle famiglie della classe operaia più benestante. Fino alla metà del XIX secolo, il mercato americano era in gran parte servito da importazioni dalla Gran Bretagna, con alcune dalla Cina e dal continente europeo.
L'introduzione in Europa di bevande calde, principalmente ma non solo tè e caffè, come elemento regolare del nutrimento e dell'intrattenimento, ha portato a una nuova classe di stoviglie. Nel suo materiale più comune, vari tipi di ceramica, questa classe è spesso chiamata servizio da tè. Si è sviluppato alla fine del XVII secolo e per un certo periodo le pentole da portata, le brocche del latte e le zuccheriere erano spesso in argento, mentre le tazze e i piattini erano in ceramica, spesso in porcellana cinese da esportazione o il suo equivalente giapponese. Verso la metà del XVIII secolo, set coordinati di "porcellana" europea erano usuali per tutti i vasi, sebbene questi spesso non includessero piatti per dolci fino al secolo successivo. Questo passaggio alla porcellana locale è stato piuttosto ritardato dalla tendenza di alcuni primi tipi di porcellana europea a pasta tenera a rompersi se vi veniva versato del liquido troppo caldo.

### Posate
Il coltello è il tipo di posata più antico; i primi erano normalmente portati dall'individuo in ogni momento. Forchette e cucchiai arrivarono più tardi, e inizialmente erano solo per i ricchi, che in genere portavano il loro set personale. Dopo i Romani, che facevano grande uso di cucchiai, uniti in seguito alle forchette, ci furono solo coltelli e forse cucchiai di legno per la maggior parte del Medioevo. Fu solo nel XVII secolo che gli ospiti tra l'élite iniziarono di nuovo a disporre le posate a tavola, sebbene in un banchetto italiano nel 1536 per Carlo V, imperatore del Sacro Romano Impero, è registrato che ogni ospite fu fornito di coltello, cucchiaio e forchetta, evidentemente una rarità. La forchetta da tavola fu ripresa in Italia nel XVI secolo, e fu descritta per i suoi lettori inglesi da Thomas Coryat negli anni '90 del Cinquecento come "non utilizzata in nessun altro paese che ho visto nei miei viaggi". In Inghilterra e Francia, divenne comune solo dopo il 1660, anche alla corte di Luigi XIV, e per un certo periodo sembra essere stato utilizzato soprattutto dalle donne, e per cibi particolarmente disordinati, come la frutta sciroppata.

### Bacchette
Le bacchette (in cinese: 筷子o箸; in pinyin: kuaizi o zhu) sono coppie di bastoncini di uguale lunghezza che sono stati utilizzati sia come utensili da cucina che per mangiare in gran parte dell'Asia orientale e sud-orientale per oltre tre millenni. Tradizionalmente in legno, in particolare bambù, anche se vengono utilizzati anche altri materiali come plastica o metallo. Di solito, hanno un profilo quadrato all'estremità leggermente più spessa tenuta in mano, ma sono rotonde all'altra estremità, quella che tocca il cibo.

### Decorazione della tavola

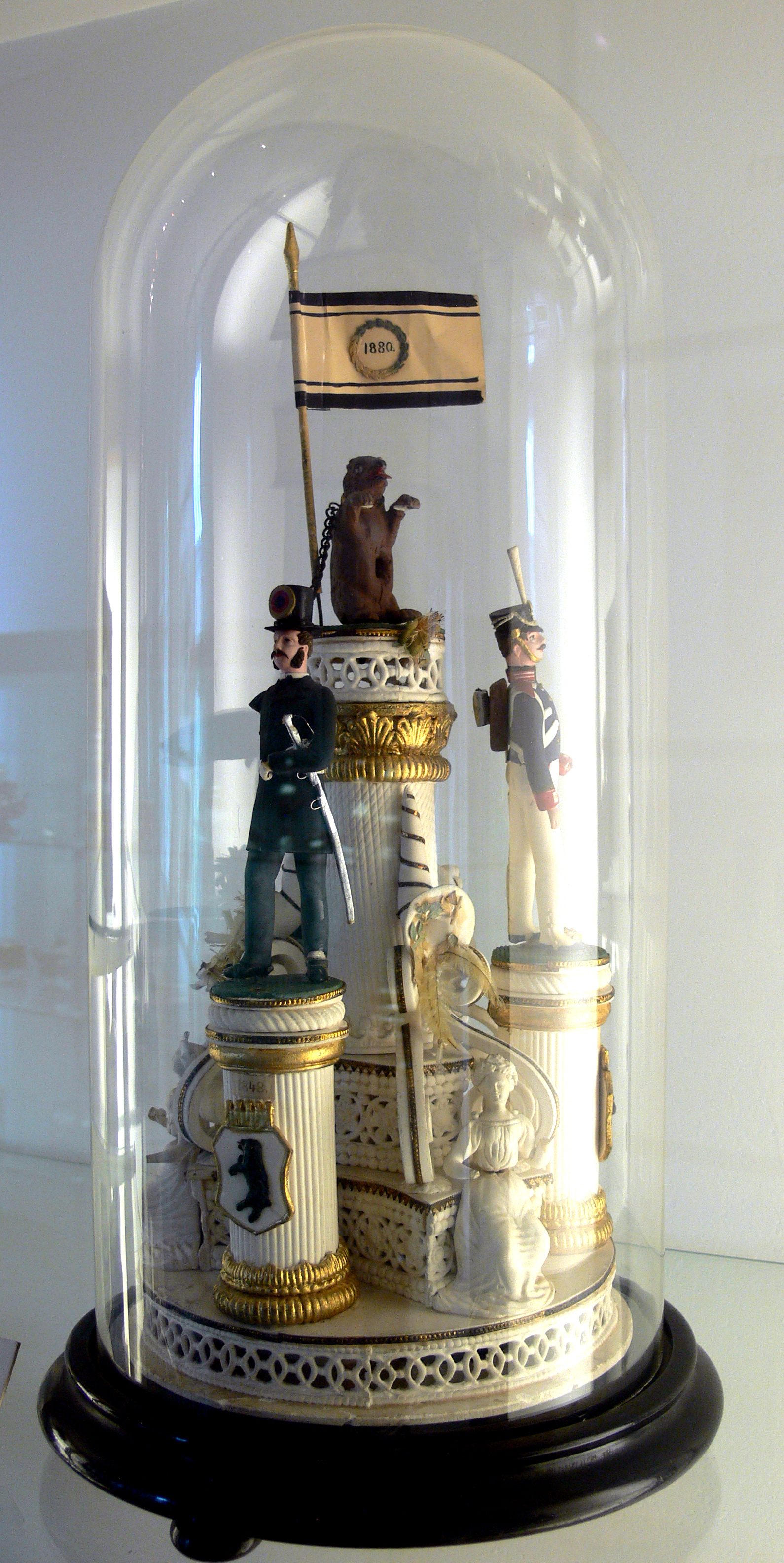
Scultura in zucchero (1880)

Le stoviglie sono generalmente la parte funzionale delle apparecchiature sui tavoli da pranzo, ma è stata prestata grande attenzione agli aspetti puramente decorativi, soprattutto quando la cena è considerata parte dell'intrattenimento, come nei banchetti offerti da persone importanti o eventi speciali, come le occasioni di Stato. La decorazione della tavola può essere effimera e consistere in oggetti realizzati con dolciumi o cera; sostanze comunemente impiegate nei tavoli dei banchetti romani del XVII secolo. Durante il regno di Giorgio III del Regno Unito, la decorazione effimera della tavola era realizzata da uomini noti come "table-deckers" che utilizzavano sabbia e sostanze simili per creare opere di marmotinto (pittura su sabbia) per decorazioni monouso. Nei tempi moderni, le decorazioni effimere della tavola continuano a essere realizzate con zucchero o scolpite nel ghiaccio.
Le statuette di porcellana iniziarono ad essere utilizzate nella Germania degli inizi del XVIII secolo come sostituti permanenti delle sculture di zucchero sulla tavola da pranzo.
Nei paesi ricchi, le decorazioni da tavola per l'aristocrazia erano spesso realizzate in metalli preziosi come il vermeil. Un contenitore decorativo a forma di nave (detto nef, usato solo per ornamento o per contenere sale o spezie) era popolare durante tutto il Rinascimento. Una delle decorazioni da tavola più famose è la saliera di Francesco I di Francia. Le decorazioni da tavola effimere e in argento venivano talvolta sostituite con la porcellana dopo che questa era stata realizzata in Europa a partire dal XVIII secolo in poi.

## Stile occidentale

### Impostazioni del tavolo

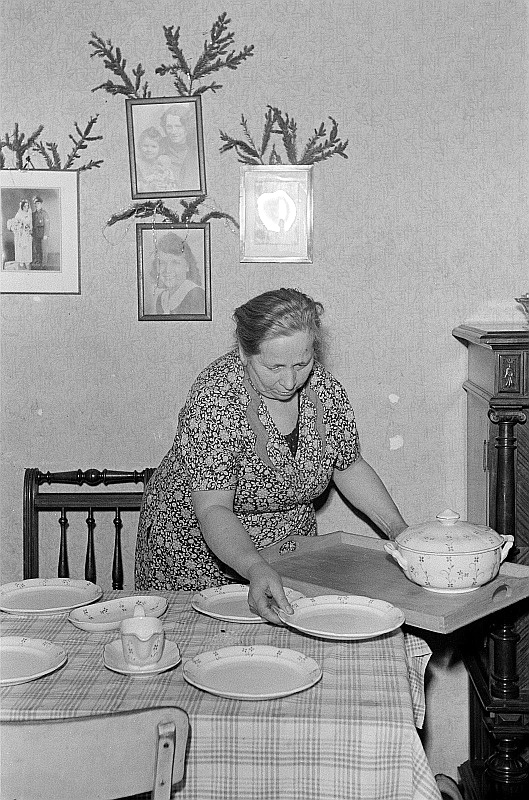
Una donna apparecchia la tavola per un pasto in famiglia, Lipsia (1952)

Nei paesi occidentali, l'apparecchiatura della tavola è principalmente in uno di due stili: service à la russe (in francese "alla russa"), in cui ogni portata del pasto viene servita in un ordine specifico; e service à la française (in francese "alla francese"), in cui tutte le portate del pasto vengono disposte sul tavolo e presentate nello stesso momento in cui gli ospiti si siedono. Il service à la russe è diventato un'usanza nella maggior parte dei ristoranti, mentre il service à la française è la norma nelle situazioni familiari.
Le impostazioni del posto per il service à la russe sono disposte in base al numero di portate del pasto. Le stoviglie sono disposte in un ordine particolare. Con la prima portata, ogni ospite al tavolo inizia utilizzando le stoviglie poste all'esterno dell'impostazione del posto. Quando ogni portata è finita, l'ospite lascia le posate usate sul piatto o sulla ciotola usati, che vengono rimossi dal tavolo dal cameriere. In alcuni casi, il set originale viene conservato per la portata successiva. Per iniziare la portata successiva, il commensale utilizza l'oggetto successivo all'esterno dell'impostazione del posto e così via. Le forchette sono posizionate a sinistra di un piatto da portata, i coltelli a destra del piatto e i cucchiai sul lato esterno destro dell'impostazione del posto.

### Posate, piatti e ciotole

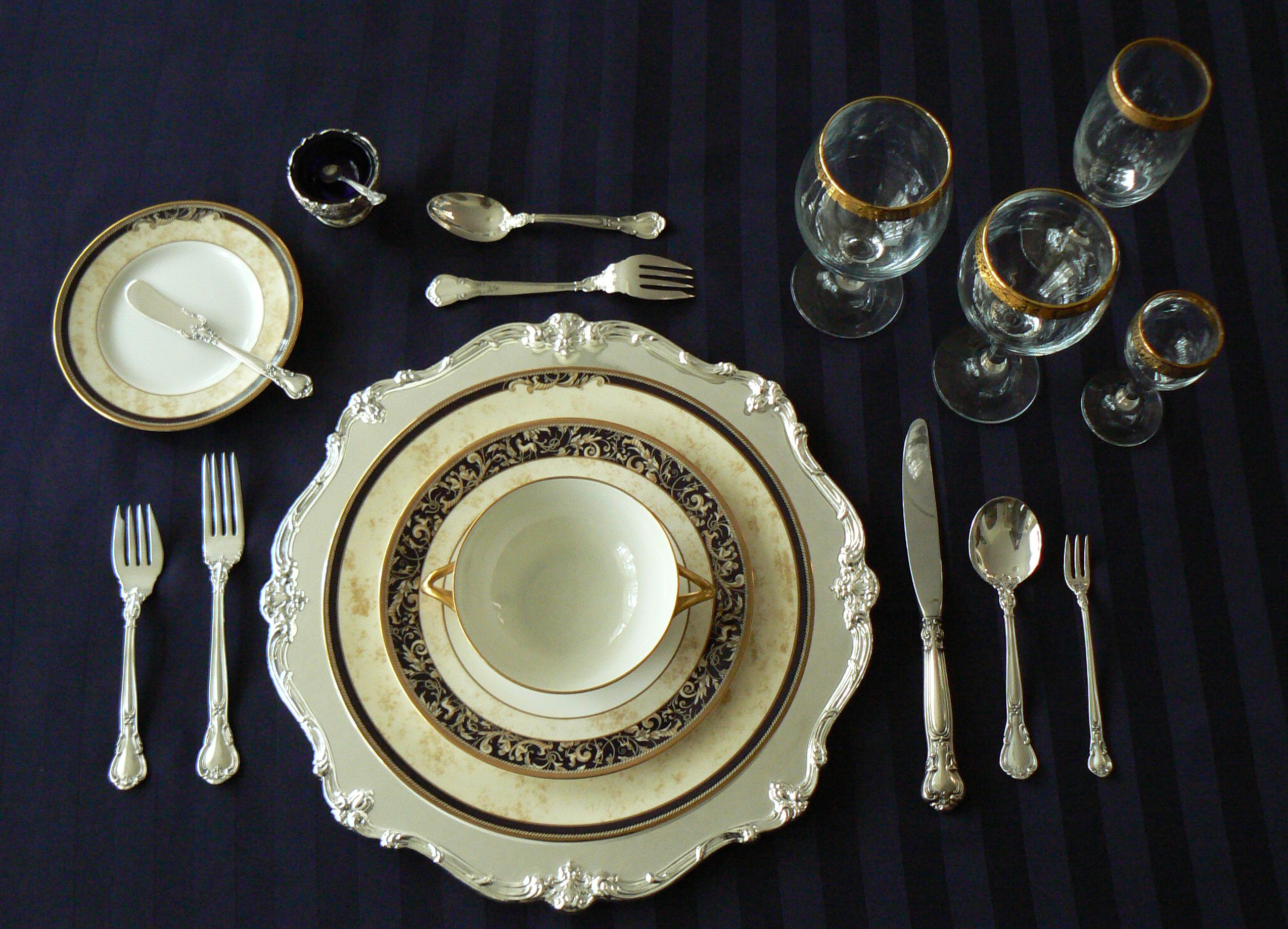
Service à la russe, apparecchiatura formale che mostra bicchieri per una gamma di bevande

Gli articoli per la tavola includono una varietà di piatti, ciotole o tazze per commensali individuali e una gamma di piatti da portata per trasportare il cibo dalla cucina o per separare piatti più piccoli. I piatti includono piatti da portata e piatti specifici per la cena, piatti per il pranzo, piatti da dessert, piatti da insalata o piatti laterali. Le ciotole includono quelle utilizzate per zuppa, cereali, pasta, frutta o dessert. Una gamma di piattini accompagna piatti e ciotole, quelli progettati per andare con tazze da tè, tazze da caffè, tazzine e ciotole per zuppa cremosa. Ci sono anche piatti da casseruola coperti individuali. Nel XIX secolo, i piatti di osso a forma di mezzaluna potevano essere utilizzati per contenere insalata di contorno o per scartare le ossa.
Il lavaggio delle stoviglie è essenziale ma può essere costoso indipendentemente dal fatto che venga fatto a mano o in lavastoviglie. I piatti sono disponibili in dimensioni standard, che sono stabilite in base al produttore. Sono simili in tutto il settore. I piatti sono standardizzati in ordine decrescente di diametro in base alla funzione. Una serie standard è il sottopiatto; piatto da portata; piatto da dessert, piatto da insalata; piatto da contorno, piatto da tè.

### Stoviglie per bevande
Bicchieri e tazze di vario tipo sono una parte importante delle stoviglie, poiché le bevande sono parti importanti di un pasto. I recipienti per contenere bevande alcoliche come il vino, rosso, bianco o frizzante, tendono ad essere piuttosto specializzati nella forma, ad esempio bicchieri da vino di porto, bicchieri da birra, bicchieri da brandy, bicchieri da aperitivo e da liquore, tutti con forme diverse. Anche i bicchieri per l'acqua, i bicchieri per succhi e le tazze per cioccolata calda sono differenziati. Il loro aspetto come parte delle stoviglie dipende dal pasto e dallo stile della disposizione del tavolo.
Il tè e il caffè tendono a implicare forti rituali sociali e quindi le tazze da tè e da caffè (comprese le tazzine) hanno una forma che dipende dalla cultura e dalla situazione sociale in cui la bevanda viene consumata.

### Posate
Le posate sono una parte importante delle stoviglie. Un'apparecchiatura formale di base avrà solitamente un piatto da portata al centro, appoggiato su un sottopiatto. Il resto dell'apparecchiatura dipende dalla prima portata, che può essere una zuppa, un'insalata o del pesce.
- Se la zuppa è la prima portata, a sinistra del piatto piano, procedendo in senso orario, vengono posizionate: una piccola forchetta da insalata a sinistra del piatto piano; una grande forchetta da cena a sinistra della forchetta da insalata; un piatto da portata sopra le forchette; un bicchiere da vino o da acqua sopra e a destra del piatto piano; un grande coltello da cena a destra del piatto piano; un coltello da burro più piccolo a destra del coltello da cena; un cucchiaio da cena a destra dei coltelli; un cucchiaio da minestra a destra del cucchiaio da cena.
- Se l'insalata è la prima portata, il cucchiaio da minestra viene saltato. La forchetta da cena viene posizionata immediatamente a sinistra del piatto da cena; la forchetta da insalata viene posizionata sul lato esterno sinistro dell'apparecchiatura.

In entrambe le soluzioni, il tovagliolo può essere appoggiato piegato sotto le forchette oppure può essere piegato e appoggiato sul piatto da portata.
Quando vengono servite più portate, le impostazioni del posto possono diventare più elaborate e le posate più specializzate. Esempi includono cucchiaio da frutta o coltello da frutta, coltello da formaggio e forchetta da pasticceria. Altri tipi di posate, come le forchette da disosso, venivano utilizzate quando i pasti formali includevano piatti che da allora sono diventati meno comuni. Coltelli e forchette da intaglio vengono utilizzati per tagliare gli arrosti a tavola.

### Piatti da portata

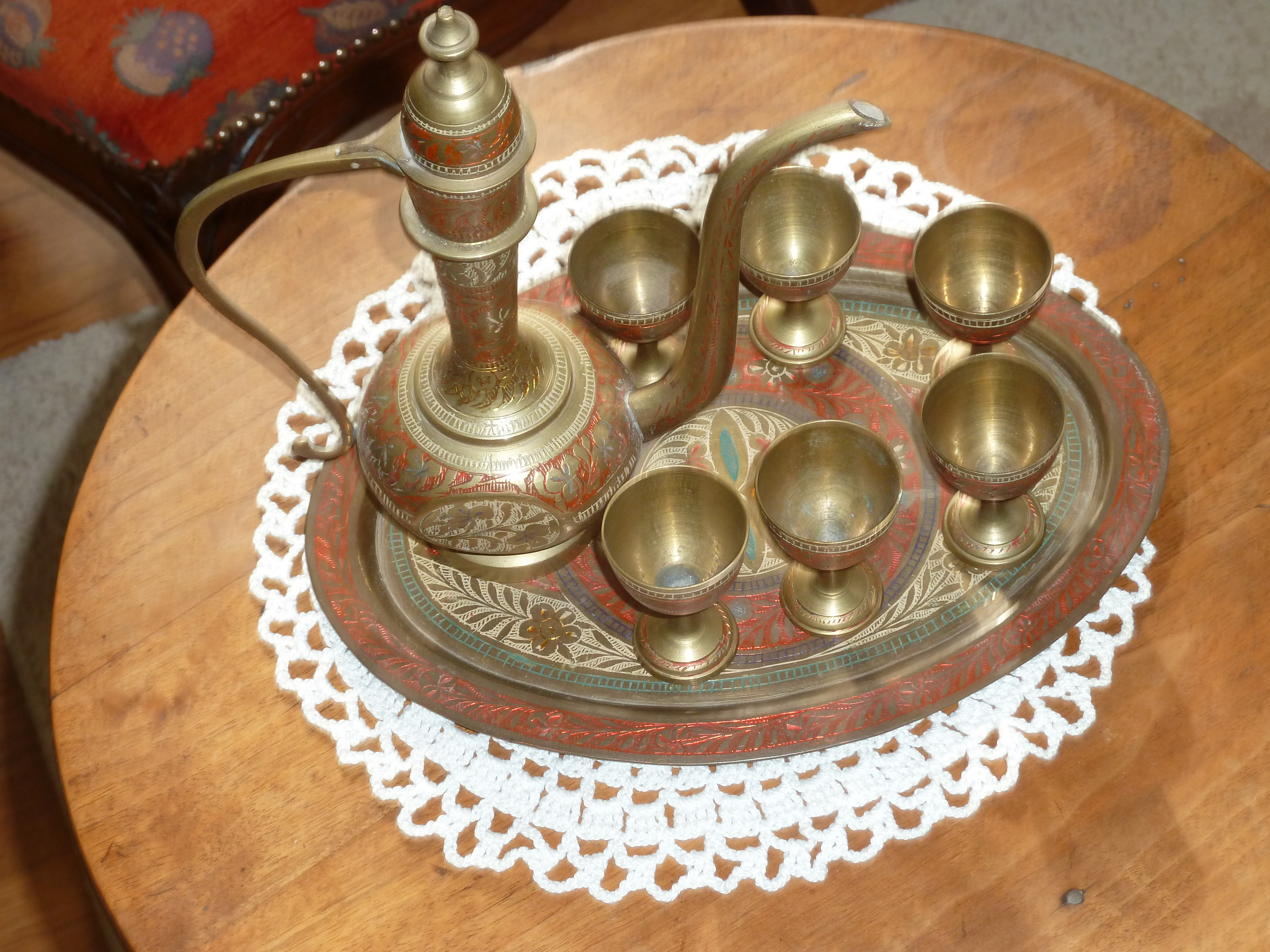
Servizio mediorientale per il tè alla menta

Una vasta gamma di piatti da portata viene utilizzata per trasportare il cibo dalla cucina alla tavola o per servirlo, per rendere il servizio di ristorazione più facile e pulito o più efficiente e piacevole. I piatti da portata includono: burriere; casseruole; ciotole per la frutta; pirottini o ciotole da portata con coperchio; composte; brocche; piatti da portata, vassoi; saliere e pepiere; salsiere; zuppiere e tajine; ciotole per verdure o insalate.
Una gamma di articoli specifici per servire il tè o il caffè hanno anche lunghe tradizioni culturali. Tra questi ci sono teiere e caffettiere, così come samovar, zuccheriere, lattiere o bricchi per la panna.

### Utensili da portata
Gli utensili da portata sono strumenti utilizzati per spostare il cibo dai piatti da portata ai piatti individuali. Nelle cene in famiglia, questi potrebbero includere cucchiai da portata. Una paletta per il pesce è un primo esempio di utensile da portata speciale in argento utilizzato nel servizio di cameriere o maggiordomo.

### Segnaposto
I segnaposto vengono utilizzati per designare i posti assegnati agli ospiti. Sono solitamente utilizzati in grandi funzioni formali come matrimoni, banchetti per dignitari, politici o diplomatici, nonché in occasioni speciali come grandi feste per bambini. Alcuni sono da collezione.

## Stile cinese

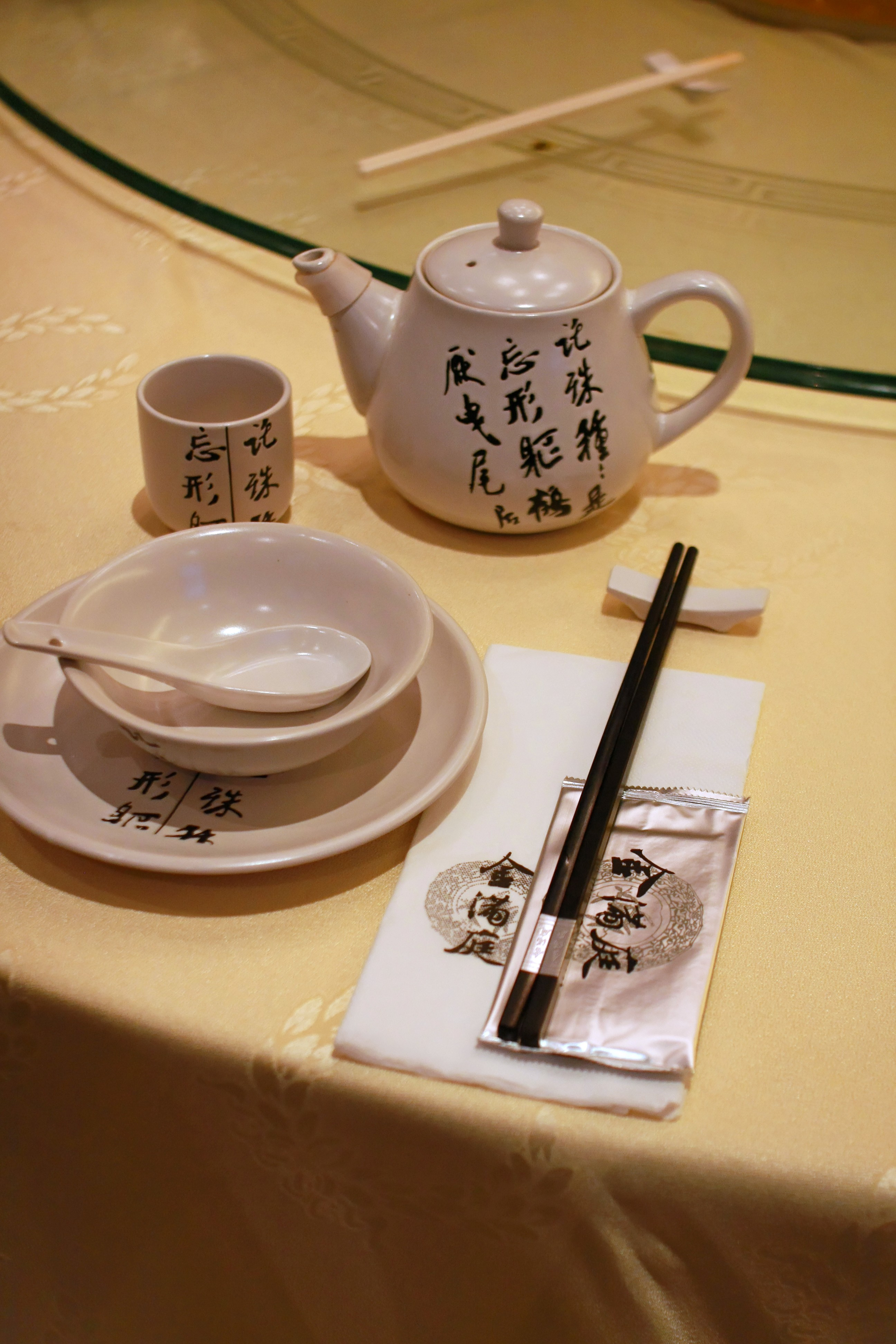
Tavola apparecchiata per un pasto cinese

Le apparecchiature cinesi per la tavola sono tradizionali nello stile. Le pratiche di apparecchiatura della tavola in Giappone e in altre parti dell'Asia orientale sono state influenzate dalle usanze cinesi per l'apparecchiatura della tavola. L'enfasi nelle apparecchiature cinesi per la tavola è sulla presentazione di ogni singolo cibo in modo gradevole, solitamente in ciotole o piatti separati. Le apparecchiature formali per la tavola si basano sulle disposizioni utilizzate in un ambiente familiare, sebbene possano diventare estremamente elaborate con molti piatti. Le ciotole e i piatti da portata vengono portati al tavolo, dove gli ospiti possono scegliere le proprie porzioni. I ristoranti cinesi formali spesso utilizzano una grande ruota girevole al centro del tavolo per ruotare il cibo e facilitare il servizio.
In un contesto familiare, un pasto in genere include un piatto fan, che costituisce la base del pasto (proprio come il pane costituisce la base di vari panini), e diverse portate principali di accompagnamento, chiamate piatto cai (choi o seoung in cantonese). Più specificamente, il fan di solito si riferisce al riso cotto, ma può anche essere un altro alimento base a base di cereali. Se il pasto è un pasto leggero, in genere includerà la base e una portata principale. La base viene spesso servita direttamente all'ospite in una ciotola, mentre le portate principali vengono scelte dall'ospite da piatti da portata condivisi sul tavolo.
Apparecchiatura della tavola
Un pasto formale "elaborato" dovrebbe comprendere la seguente disposizione dei posti:
- piatto centrale, circa 15 cm di diametro
- ciotola di riso, posizionata a destra del piatto centrale
- piccola tazza di tè, posizionata sopra il piatto o la ciotola di riso
- bacchette a destra del piatto centrale, su un poggia bacchette
- un cucchiaio dal manico lungo su un poggia cucchiaio, posizionato a sinistra delle bacchette
- piccoli piatti per condimenti, posizionati sopra il piatto centrale
- ciotola per zuppa, posizionata a sinistra sopra il piatto centrale
- un cucchiaio da minestra, dentro la ciotola della minestra.

## Stile giapponese

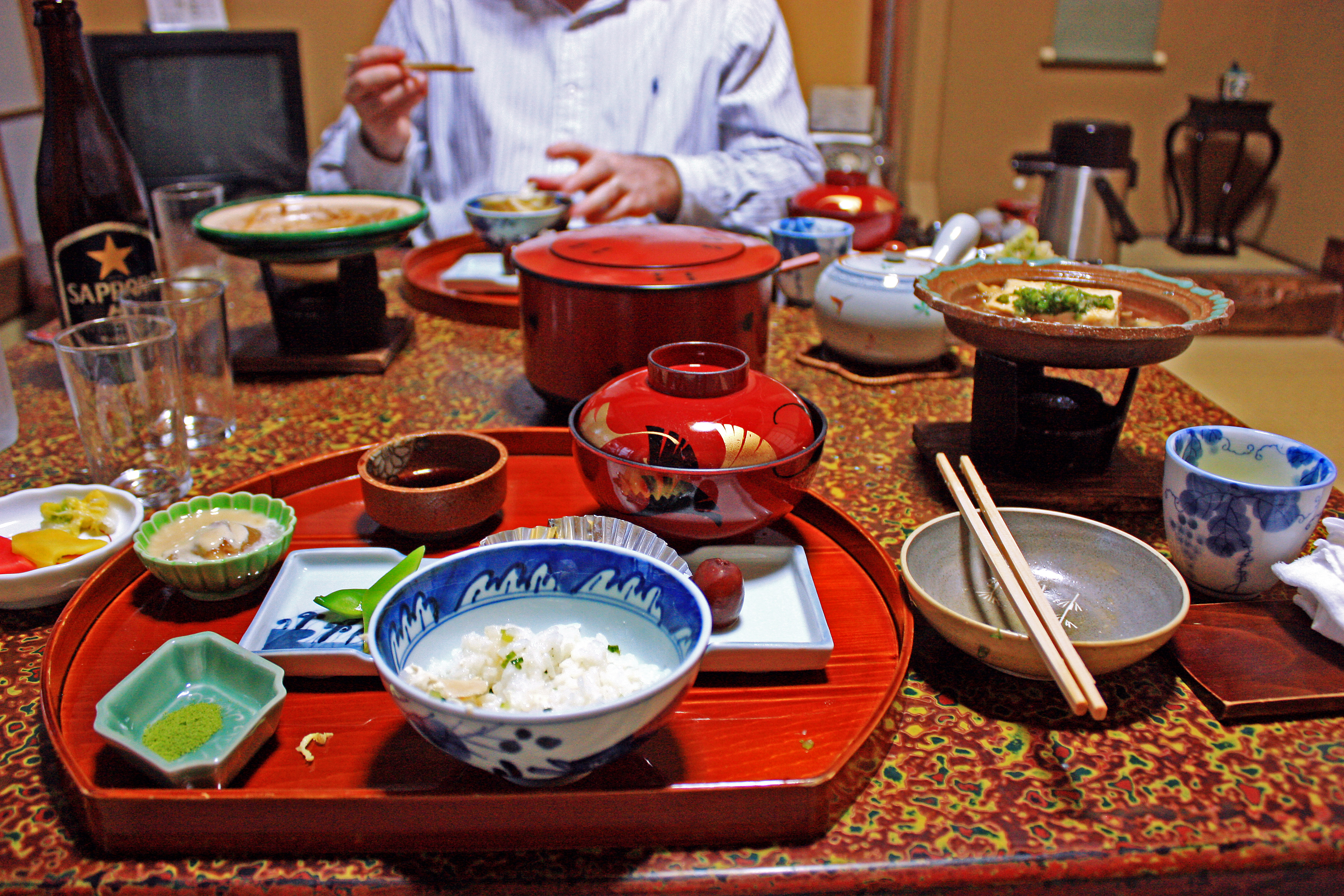
Apparecchiatura di una tavola in stile giapponese

L'industria giapponese delle stoviglie in ceramica ha molti secoli. A differenza delle culture occidentali, dove le stoviglie sono spesso prodotte e acquistate in set coordinati, le stoviglie tradizionali giapponesi sono disposte sulla tavola in modo che ogni piatto completi il tipo di cibo servito in esso. Poiché i pasti giapponesi normalmente includono diverse piccole quantità di ogni cibo a persona, ciò significa che ogni persona ha un'apparecchiatura con diversi piccoli piatti e ciotole per contenere cibo e condimenti individuali. L'enfasi in una tavola giapponese è sul miglioramento dell'aspetto del cibo, che è parzialmente ottenuto mostrando contrasti tra gli articoli. Ogni ciotola e piatto può avere una forma, un colore o un motivo diversi.
Apparecchiatura della tavola
In Giappone, una apparecchiatura completa di base per una persona includerebbe quanto segue:
- Ciotola di pasta lunga calda
- Ciotola di riso
- Ciotola per zuppa
- Da due a tre piatti poco profondi con un diametro di 7–12 cm
- Da due a tre ciotole da 7 a 12 cm di diametro e da 2 a 7 cm di profondità
- Due pezzi quadrati o rettangolari, tradizionalmente utilizzati per servire il pesce
- Tre piatti per condimenti da 5 a 7 cm di diametro
- Zaru (vassoio di pasta lunga fredda con colino di bambù)
- Tazza per salsa
- Bacchette e poggia bacchette

Non tutti questi piatti e ciotole sono necessari per un pasto. Una ciotola per il riso, una ciotola per la zuppa, due o tre piccoli piatti con cibi di accompagnamento e due o tre piatti per i condimenti a persona sono tipici. Varie ciotole e vassoi da portata possono anche essere sistemati su un tavolo per un pasto tipico, insieme a un'ampolla per la salsa di soia, una piccola brocca per tempura o altre salse e un set da tè con teiera, tazze da tè e piattini.

## Stoviglie da tavola

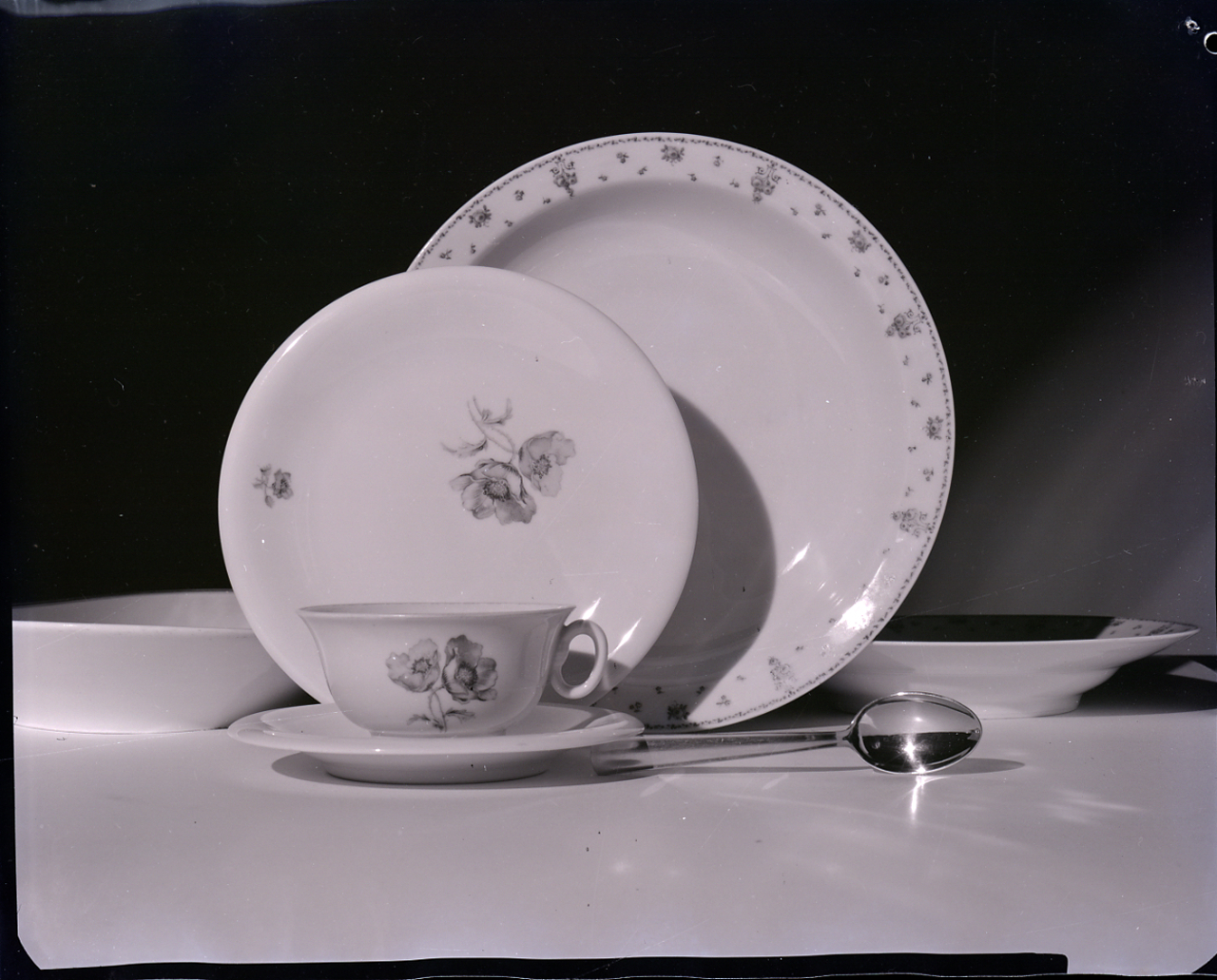
Stoviglie da tavola in una foto artistica di Paolo Monti, 1963. Fondazione BEIC

- Sottopiatto
- Piatto
- Fondina
- Ciotolina da dolce
- Tazza
- Tazzina da caffè
- Tazza da consommé

## Stoviglie di servizio
Sono quelle che si usano in cucina, nella preparazione dei cibi, per il servizio in tavola o per lo stoccaggio e conservazione degli alimenti.
- Ciotola
- Insalatiera
- Lattiera
- Marmitta
- Piatto da portata
- Raviera
- Salsiera
- Teiera
- Teglia
- Terrina
- Vassoio
- Zuccheriera
- Zuppiera